# Neaufles-Saint-Martin
Neaufles-Saint-Martin là một xã trong vùng hành chính Normandie, thuộc tỉnh Eure, quận Les Andelys, tổng Gisors. Tọa độ địa lý của xã là 49° 16' vĩ độ bắc, 01° 43' kinh độ đông. Neaufles-Saint-Martin nằm trên độ cao trung bình là 46 mét trên mực nước biển, có điểm thấp nhất là 41 mét và điểm cao nhất là 101 mét. Xã có diện tích 9,07 km², dân số vào thời điểm 1999 là 1035 người; mật độ dân số là 114 người/km².

## Thông tin nhân khẩu
| 1962 | 1968 | 1975 | 1982 | 1990 | 1999  |
| ---- | ---- | ---- | ---- | ---- | ----- |
| 564  | 604  | 799  | 803  | 931  | 1.035 |